# Eva J. Engel
Eva J. Engel, verheiratet Eva Engel-Holland, (* 18. August 1919 in Dortmund; † 30. August 2013 in Göttingen) war eine Germanistin und maßgebliche Herausgeberin des Gesamtwerks von Moses Mendelssohn.

## Leben
Eva Johanna Engel wurde als ältestes von drei Kindern 1919 in einer jüdischen Familie in Dortmund geboren. Ihr Vater war der Kinderarzt und Professor der Pädiatrie Stefan Engel. Sie wuchs in Berlin-Westend auf. Nach der „Machtergreifung“ im Jahre 1933 war die Familie Engel zunehmend Repressionen durch die Nationalsozialisten ausgesetzt, emigrierte im Jahre 1936 nach Großbritannien und ließ sich in London nieder. Die Mutter, Margerethe Katharina, geborene Litten, starb dort zwei Jahre später. Eine in Deutschland verbliebene Tante wurde deportiert und ermordet.
Eva Engel studierte am King’s College London Germanistik, Latein und Romanistik. Anschließend arbeitete sie zwölf Jahre als Gymnasiallehrerin für Latein, Römische Geschichte und Deutsch, bevor sie ihr Studium in Germanistik, Italienisch und Indoeuropäische Sprachen an der Cornell University fortsetzen konnte. Sie wurde mit einer Dissertation zur Ethik und Ästhetik bei Karl Philipp Moritz zum Doktor der Philosophie promoviert. Es folgten Lehrtätigkeiten an den Universitäten London, Cambridge und Keele sowie eine Gastprofessur in Harvard. 1967 wurde sie als Professorin für Germanistik ans Wellesley College nach Boston berufen. In den USA begegnete sie 1971 dem orthodoxen Rabbiner Alexander Altmann, dem Herausgeber der Jubiläumsausgabe von Moses Mendelssohns gesammelten Schriften, mit dem sie seitdem zusammenarbeitete.
Eva Engel war mit Albert Edward Holland (1912–1984) verheiratet, einem Historiker und früheren Präsidenten der Hobart and William Smith Colleges sowie Vize-Präsidenten des Wellesley College. Am 14. Oktober 2013 wurde ihre Urne im RuheForst Vorharz in Heiningen beigesetzt.

## Werk
Eva Engel war von Moses Mendelssohn fasziniert, nachdem sie Mitte der fünfziger Jahre in Briefen des von ihr erforschten Spätaufklärers Karl Philipp Moritz den Ansichten des jüdischen Philosophen zur Autonomie der Kunst begegnet war. Ab 1972 wurde sie Bearbeiterin der Kritischen Schriften Moses Mendelssohns, einem Viertel seines Œuvre.
Nach dem Tod ihres Ehemanns 1984 kehrte sie nach Deutschland zurück. 1987 starb Alexander Altmann. Auf seinen Wunsch wurde sie Gesamtherausgeberin der Jubiläumsausgabe Moses Mendelssohn. Gesammelte Schriften. Sie arbeitete ab 1988 an der Herzog August Bibliothek (HAB) in Wolfenbüttel, deren Direktor, Paul Raabe, ihr Forschungsprojekt zum Werk Mendelssohns durch die Vermittlung eines Stipendiums von der Deutschen Forschungsgemeinschaft und Bereitstellung eines Arbeitszimmers unterstützte. Unter den Herausgebern Altmann und Engel ist die Zahl der publizierten Bände auf 33 angestiegen.
Ihre eigenen Publikationen umfassen seit 1960 etwa dreizehn Bücher und dreißig umfangreichere Aufsätze zu Moses Mendelssohn und zur Ideengeschichte des 18. Jahrhunderts.
Seit 2007 hat sie sich mit großem Engagement für die Neugründung der Dessauer Moses Mendelsohn Stiftung zur Förderung der Geisteswissenschaften eingesetzt, die an die 1929 u. a. von Albert Einstein ins Leben gerufene Vorgängerinstitution gleichen Namens anknüpfen sollte. Mit Erfolg: Im Frühjahr 2013 wurde der erste Dessauer Moses-Mendelssohn-Preis zur Förderung der Geisteswissenschaften an die aus Deutschland stammende und in den USA lehrende Philosophin Anne Pollok verliehen.

## Auszeichnungen
- Bundesverdienstkreuz 1. Klasse (17. Mai 1999)[11][4]

## Schriften (Auswahl)
- Jean Paul's Schulmeisterlein Wutz, 1962
- German narrative Prose, zwei Bände, London 1965 und 1968
- Moses Mendelssohns Briefwechsel mit Lessing, Abbt und Iselin, 1994
- Neues zur Lessing-Forschung (mit Ingrid Strohschneider-Kohrs und Claus Ritterhoff), 1998
- Moses Mendelssohn und die europäische Aufklärung. Der "Sokrates des 18. Jahrhunderts", 1999
- (Hrsg. mit Michael Albrecht): Moses Mendelssohn im Spannungsfeld der Aufklärung, 2000
- Judentum – Wege zur geistigen Befreiung. Dessauer Herbstseminare 2000 und 2001 zur Geschichte der Juden in Deutschland, 2002
- Moses Mendelssohn und Shakespeare, in: Roger Paulin: Shakespeare im 18. Jahrhundert, Wallstein Verlag 2007, S. 157f.